# Vandopsis lissochiloides
Vandopsis lissochiloides (Gaudich) Pfitzer, 1889 è una pianta della famiglia delle Orchidacee originaria dell'Asia Sud-Orientale.

## Descrizione
È un'orchidea di grandi dimensioni che cresce con le radici nel terreno (terricola) oppure su rocce ricoperte di muschio (litofita). Presenta un fusto molto lungo e ricoperto di foglie. Queste sono amplessicauli, coriacee, spesso conduplicate spadiformi. La fioritura avviene in primavera - estate su un'infiorescenza eretta, lunga anche più di due metri, portante molti fiori, da 20 fino a 30, grandi in media 7 centimetri, profumati e di lunga durata.

## Distribuzione e habitat
La specie è originaria di Myanmar, Thailandia, Laos, Piccole Isole della Sonda, isole Molucche, Sulawesi, Nuova Guinea e Filippine.
Cresce ai bordi della giungla tropicale come pianta terricola e fino a 1200 metri di altitudine.

## Coltivazione
Questa pianta richiede temperature alte ed esposizione in pieno sole. Innaffiature frequenti..